# سياسة التأشيرات في لاوس

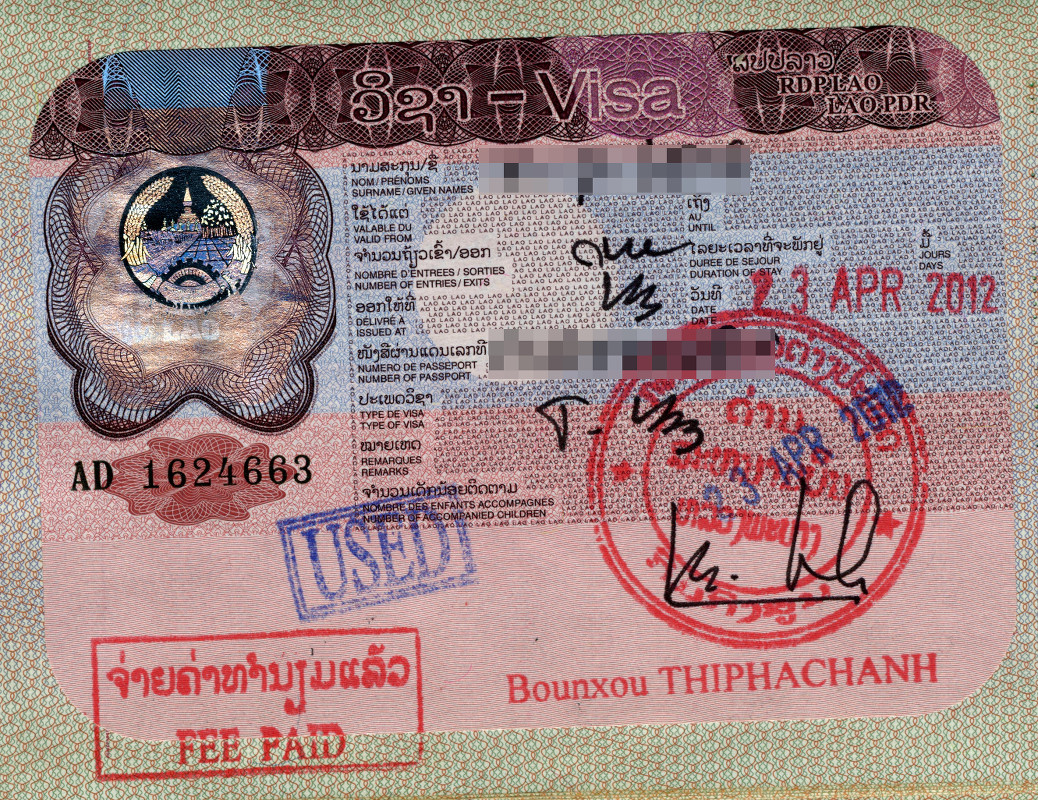
تأشيرة لاوس

يجب على زوار لاوس الحصول على تأشيرة دخول من إحدى البعثات الدبلوماسية اللاوسية أو عبر الإنترنت ما لم يأتوا من إحدى الدول المعفاة من التأشيرة أو كانوا مؤهلين للحصول على تأشيرة عند الوصول. كما يجب أن يحمل جميع الزوار جواز سفر صالحاً لمدة 6 أشهر على الأقل.

## خريطة سياسات التأشيرة

سياسة التأشيرات في لاوس
لاوس
تأشيرة مجانية (30 يوماً)
تأشيرة مجانية (15 يوماً) أو تأشيرة إلكترونية (30 يوماً)
تأشيرة مجانية (14 يوماً) أو تأشيرة إلكترونية (30 يوماً)
تأشبرة عند الوصول (30 يوماً) أو تأشيرة إلكترونية
التأشيرة مطلوبة مقدماً

## الإعفاء من التأشيرة
يمكن لمواطني الدول الخمس عشرة التالية زيارة لاوس بدون تأشيرة (تظهر المدة المسموح بها للإقامة بالأيام بين قوسين):
| - بروناي - كمبوديا - إندونيسيا - ماليزيا | - منغوليا - الفلبين - روسيا - سنغافورة | - كوريا الجنوبية - تايلاند - فيتنام |  |

| - اليابان - لوكسمبورغ | - سويسرا |  |

| 14 يوماً ميانمار |

| تاريخ تغيير التأشيرة |
| --- |
| - 2004: فيتنام - 2004: كمبوديا - 2004: سنغافورة - 2004: ماليزيا - 2004: تايلاند - 2005: بروناي - 12 يوليو 2005: الفلبين - 1 يناير 2007: اليابان - 1 سبتمبر 2007: روسيا - 14 تشرين الأول / أكتوبر 2007: منغوليا - 1 سبتمبر 2008: كوريا الجنوبية - 7 يوليو 2009: لوكسمبورغ وسويسرا - 2009: ميانمار - 2011: إندونيسيا - 1 أغسطس 2018: سريلانكا (تأشيرة عند الوصول) سابق: - 1 يناير 2018-31 ديسمبر 2018: الدنمارك ، فنلندا ، النرويج ، السويد |

### جوازات سفر دبلوماسية وخدمية
لا يحتاج حاملو جوازات السفر الدبلوماسية و / أو جوازات السفر من فئة الخدمة إلى تأشيرة لزيارة لاوس لمدة تصل إلى 30 يوماً (ما لم يذكر خلاف ذلك).
| - أرمينيا D - أذربيجان D - بيلاروسيا - التشيك D - الصين D - كوبا - جورجيا D - المجر D - الهند - إندونيسيا D (14 days) - اليابان (90 days) - كازاخستان D - قرغيزستان D | - مولدوفا - ميانمار - كوريا الشمالية - باكستان (90 days) - بيرو - صربيا (90 days) - كوريا الجنوبية (90 days) - بولندا D - طاجيكستان D - تيمور الشرقية - تركمانستان D - أوكرانيا D - أوزبكستان D |  |

د- الجوازات الدبلوماسية فقط
تم توقيع اتفاقية الإعفاء من التأشيرة لجوازات السفر الدبلوماسية مع تركيا في نوفمبر 2018 ولم تدخل حيز التنفيذ بعد.

## تأشيرة الدخول عند الوصول
يمكن للزائرين من جنسيات أخرى الحصول على تأشيرة عند الوصول صالحة لمدة 30 يوماً مقابل رسوم في منافذ الدخول التالية:
- مطار لوانغ برابانغ الدولي
- مطار باكس الدولي
- مطار واتاي الدولي
- جسر الصداقة التايلاندية اللاوية الأول (فينتيان)
- جسر الصداقة التايلاندي اللاوية الثاني (سافاناخت)
- جسر الصداقة التايلاندية اللاوية الثالث (خاموان)
- جسر الصداقة التايلاندي اللاوية الرابع (بوكيو)
- Samliemkham (تايلاند وميانمار)
- تانالانغ - نونغكاي (تايلاند)
- Daensavan - Lao bao (فيتنام)
- Veunkham - Nong nok khian (كمبوديا)
- فانغ تاو - تشونغميك (تايلاند)
- بوتن - بو هان (الصين)

كانت هناك تقارير تفيد بأنه بين يناير ويونيو 2020 سيتم إغلاق منشأة التأشيرة عند الوصول عند 9 معابر حدودية.
التأشيرة عند الوصول قابلة للتمديد مرتين ، ولا تتجاوز 90 يوماً من الإقامة في لاوس. يتم التعامل مع التمديدات من قبل مكتب الهجرة بالمقاطعة داخل لاوس مقابل رسوم.
مواطنو البلدان التالية غير مؤهلين للحصول على تأشيرة عند الوصول، ولا يمكنهم الحصول على تأشيرة عند الوصول إلا إذا كانوا يسافرون في زيارة رسمية ويحملون خطاب ضمان رسميًا صادرًا عن وزارة الشئون الخارجية في لاوس:
| - أفغانستان - الجزائر - بنغلاديش - بوروندي - الكاميرون - Congo - DR Congo - إسواتيني | - غانا - غينيا بيساو - ساحل العاج - إيران - العراق - الأردن - لبنان - ليسوتو | - ليبيريا - ليبيا - موزمبيق - ناورو - النيجر - نيجيريا - باكستان - السنغال | - سيراليون - جنوب السودان - السودان - سورينام - سوريا - تونغا - زامبيا - زيمبابوي |  |

## تأشيرة إلكترونية

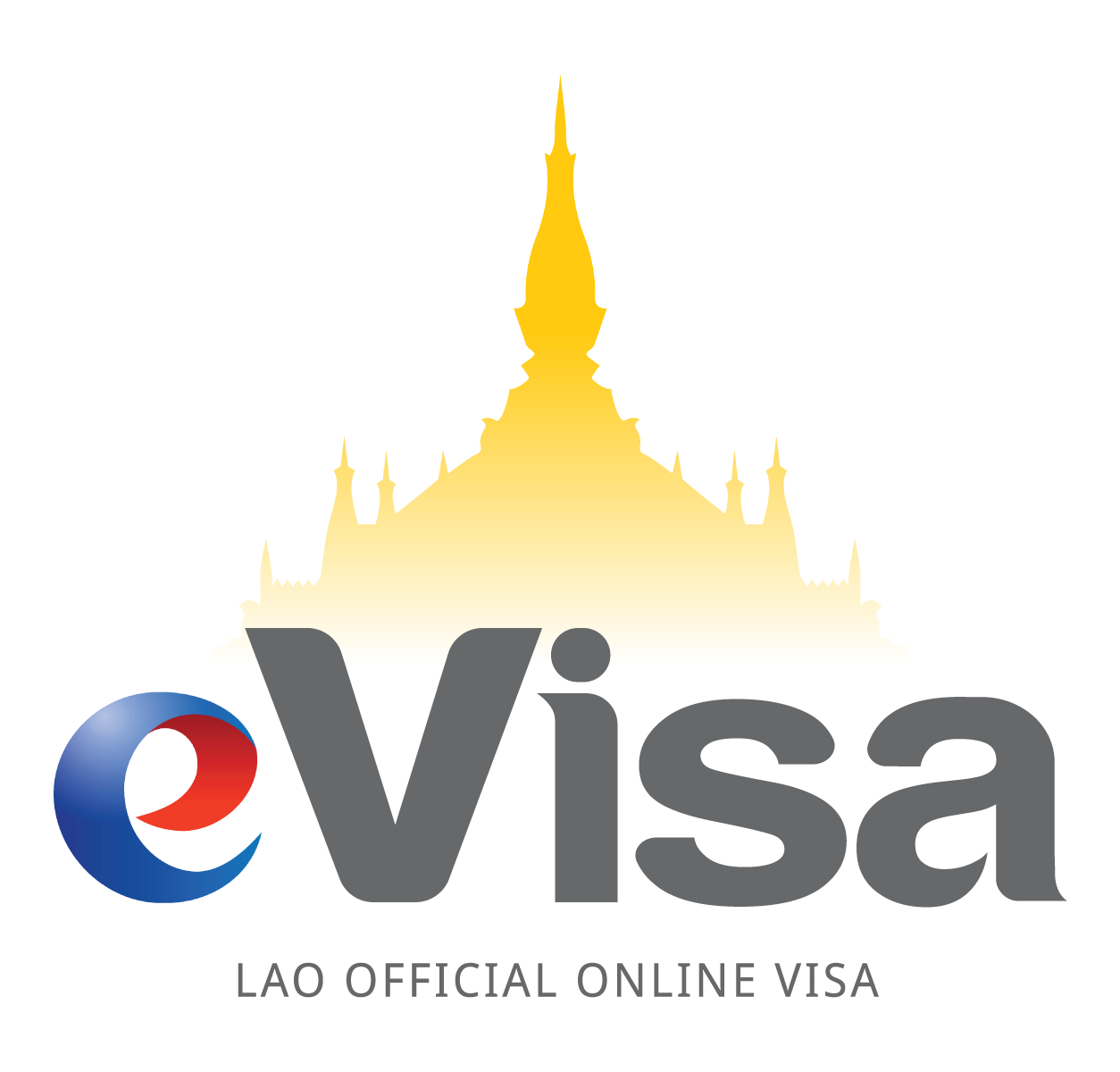
الشعار الرسمي.

أطلقت لاوس خدمة التأشيرة الإلكترونية في يوليو 2019.
تتوفر التأشيرة الإلكترونية لمواطني جميع البلاد؛ باستثناء البلدان التي لا يحق لمواطنيها الحصول على تأشيرة عند الوصول. التأشيرة الإلكترونية صالحة لمدة 60 يوماً من تاريخ الإصدار ويمكن لحامليها الإقامة لمدة تصل إلى 30 يوماً في لاوس. تختلف تكاليف التأشيرة الإلكترونية باختلاف الدولة ويمكن إصدارها خلال 3 أيام عمل.
يمكن استخدام التأشيرة الإلكترونية لدخول لاوس من خلال نقاط الدخول التالية:
- مطار واتاي الدولي
- جسر الصداقة التايلاندية اللاوية (فينتيان)
- مطار لوانغ برابانغ الدولي
- مطار باكس الدولي
- جسر الصداقة التايلاندية اللاوية (سافاناخت)
- جسر الصداقة التايلاندية اللاوية (بوكيو)
- بوتن (الطرق والسكك الحديدية ) [24]

## إحصائيات
كان معظم الزوار الذين وصلوا إلى لاوس من دول الجنسية التالية:
| دولة             | 2017      | 2016      | 2015      | 2014      | 2013      | 2012      | 2011      |
| ---------------- | --------- | --------- | --------- | --------- | --------- | --------- | --------- |
| تايلاند          | 1،797،803 | 2،009،605 | 2،321،352 | 2،043،761 | 2،059434  | 1،937،612 | 1،579،941 |
| فيتنام           | 891643    | 998400    | 1،187،954 | 1،108،332 | 910164    | 705.596   | 561586    |
| الصين            | 639185    | 545493    | 511436    | 422440    | 245.033   | 199857    | 150791    |
| كوريا الجنوبية   | 170571    | 173،260   | 165328    | 96.085    | 81.799    | 53829     | 34707     |
| الولايات المتحدة | 38765     | 58.094    | 63.058    | 61.460    | 61608     | 53380     | 50.092    |
| فرنسا            | 36760     | 54953     | 55151     | 52146     | 52411     | 46903     | 44399     |
| اليابان          | 32.064    | 49191     | 43826     | 44877     | 48،644    | 42،026    | 37883     |
| المملكة المتحدة  | 27723     | 39170     | 41508     | 39.061    | 41741     | 35964     | 35622     |
| ألمانيا          | 23776     | 34.018    | 31897     | 29800     | 29،250    | 23417     | 21،280    |
| أستراليا         | 20886     | 33.077    | 34655     | 44964     | 35441     | 33878     | 31874     |
| المجموع          | 3،868،838 | 4،239،047 | 4،684،429 | 4،158،719 | 3،779،490 | 3،330،072 | 3،330،072 |